# Tavernanova (Casalnuovo di Napoli)
Tavernanova è una frazione del Comune di Casalnuovo di Napoli.
Nella frazione sorgono la chiesa parrocchiale della Santissima Addolorata., pertinente la Diocesi di Nola, e la chiesa parrocchiale della Visitazione, pertinente l'Arcidiocesi di Napoli.
Fino al 1929, Tavernanova è stata un territorio che andava in parte con il Comune di Pomigliano d'Arco e in parte con quello di Afragola (oltre a quello già citato di Casalnuovo). 
Diceva una canzone popolare del XIX secolo, raccolta da Vittorio Imbriani:
A chi ’no masto, e a chi ’na ’nnamurata!

[Variante: a chi ’no vaso, e a chi ’na massaria]

Quanno la mano ’mpietto mme calaste,

Io te dicietti: – «Fa chello, che buoie!»

...

Per obbedire a li comanne tuoje»"»

## Storia
Il nome "taverna nuova" compare per la prima volta in un documento dell'aprile del 1621, allorquando il Barone di Pomigliano, Scipione Del Balzo, figlio di Vespasiano, denuncia che nella "taverna nuova"  - che i monaci cassinesi avevano eretto nel suo territorio (venduto a Vespasiano da Aurelia d’Eboli nell’ottobre del 1593 come riportato nello stesso documento) - la vendita di materie prime avveniva senza la zeccatura dei pesi (e delle misure) allora in vigore nel feudo pomiglianese.
Nella causa che ne seguì, i monaci cassinesi del Monastero dei SS. Severino & Sossio, ebbero la meglio poiché riuscirono a dimostrare che tra i privilegi ereditati nel territorio (fin dalla vendita del 1593) in cui era stata eretta la taverna, vi era anche quello di non riconoscere la zeccatura dei pesi e delle misure così come imposta dal feudatario di Pomigliano.
Sebbene nell'appellativo "nuova" dato alla taverna si possa leggere una espressione di novità in riferimento alla presenza in zona di altre taverne, quali Taverna del Salice (XVI sec.), del Tammurriello, della Noce, di Caravita, del Sambuca, d'Arpino, della Castelluccia, (del)la Storta, di Gimigliarco, del Pepe (XVII sec.), è molto più probabile che lo spunto che indusse i monaci a chiamare "nuova" la loro taverna fu perché questa veniva a sostituire una precedente, una antica mansiones della via Appia (cfr.).
L'edificio in cui veniva esercitata la taverna era all'interno della Grancia dei monaci cassinesi, oggi meglio conosciuta come "palazzo Gaudiosi", il cui perimetro si affaccia sulla piazza principale del paese (lato via Zi Carlo) e con un ingresso principale sulla via Nazionale delle Puglie. I monaci però affiancarono all'Osteria, anche una Chianca ed una Maccaroneria (vedi).

### Prima del 1621
Prima del 1621, il territorio e i caseggiati della zona rientravano genericamente nei cosiddetti "luoghi Arcoriani", ovvero l'insieme dei luoghi e dei territorii attraversati dagli archi (Arcora) del pontecanale dell'acquedotto Augusteo del Serino, un acquedotto progettato inizialmente tra il 20 ed il 30 a.C. e ristrutturato nel 400 d.C. che trasportava le acque di Serino fino alla "Piscina Mirabilis" a Pozzuoli. Tale struttura attraversava da Sud-Est a Nord-Ovest (per una lunghezza di circa 3500 m. sopra delle arcate di circa 5 m. di altezza) l'intero territorio che andava dalla zona della Massaria "Preziosa" in Sant'Anastasia e, passando per la Masseria "Chiavettieri", raggiungeva Casalnuovo all'altezza della attuale Chiesa di S.Maria dell'Arcora (cfr).
Pertanto, nel corso della storia del Ducato napoletano, tutti i villaggi e i territorii individuati venivano distinti con le espressioni intus arcora o foris arcora, a seconda se si trovavano di qua o al di la degli archi rispetto a Napoli (cfr. "Pagus Arcora" in).
Tali archi, secondo alcune testimonianze nell'ambito di scavi sul territorio tavernanovese e in base a taluni documenti (cfr.), attraversavano Tavernanova sull'attuale via Nazionale delle Puglie, a poco più di 50 m. ad Est da dove oggi sorge la Chiesa Parrocchiale dell'Addolorata. Per tale motivo è possibile trovare riferimenti a Tavernanova all'Arco (cfr.).
Come si evince da il territorio tavernanovese costituiva, verso la fine del XVI secolo, il luogo del "passo per la Città di Napoli" per i feudatari di Pomigliano d'Arco specie "per la esattione della corretura per li vaticari conducano il grano in Napoli"; in tale ambito si può annotare che nel 1592 "Giovanni Battista et Aurelia d'Eboli, patroni del passo di Pumigliano con città di Napoli, per li grani passati per detto passo per la città di Napoli fu condennata detta città à pagarne la corritura in detto passo".

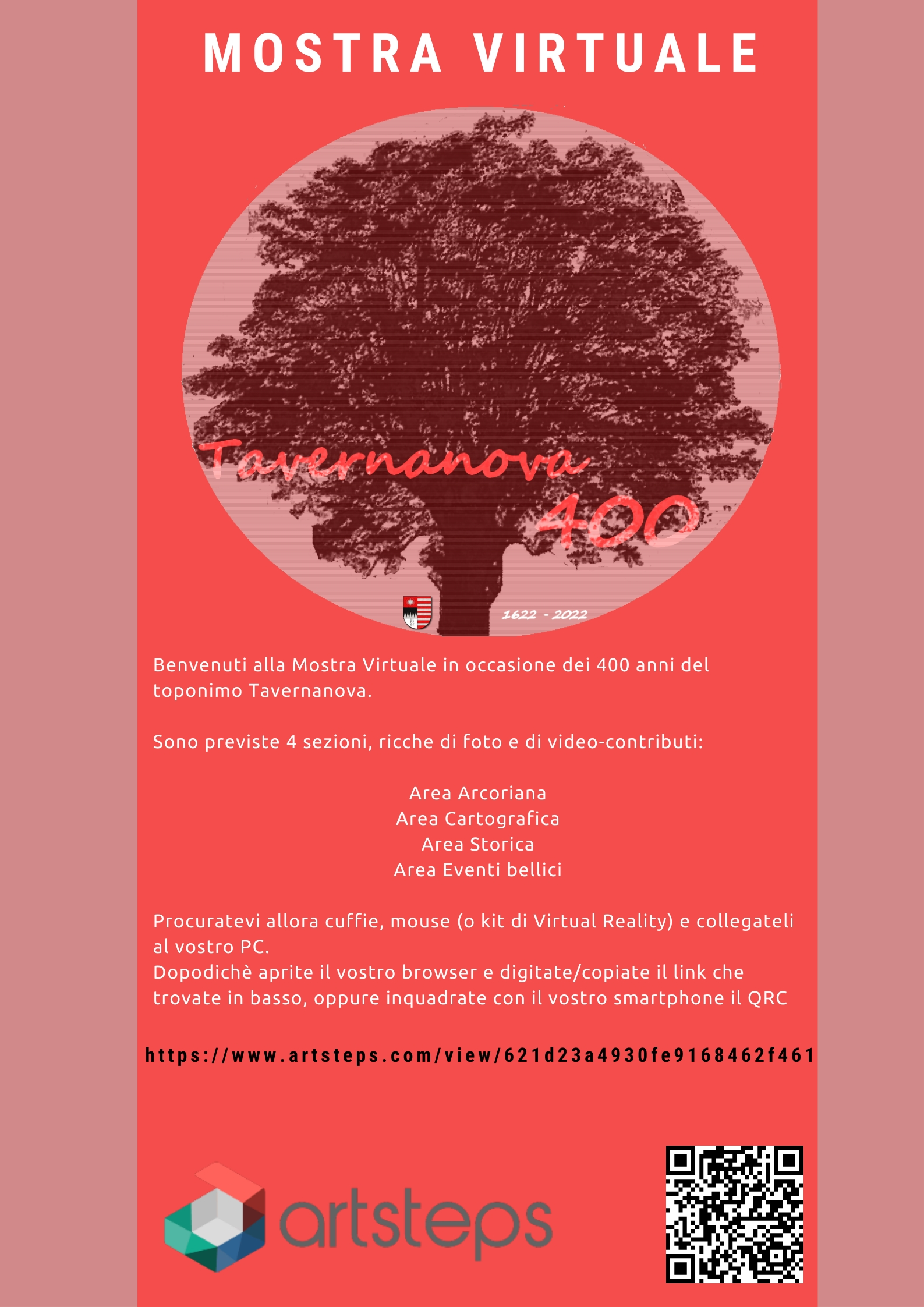

## Luoghi di interesse storico
- Cappella di S.Maria ad Nives (secoli XVII-XVIII)
- Palazzo Gaudiosi, già Grancia dei Monaci di S.Severino & Sossio (secoli XVI-XVII)
- Masseria dei Marchesi  Torre (sec. XVII)
- Borgo di via Casamanna, già Casa de' Mansi (secoli IX-X)
- Casa dell'Acqua (sec. XVI)
- La contrada "Salice" (sec. X)

## Chiesa (cappella) di S.Maria ad Nives
I resti di questo antico sito sono ancora visibili sulla via Nazionale delle Puglia, angolo via Filichito, proprio di fronte a quella che era la Grancia Benedettina del Monastero di SS.Severino&Sossio.
Attualmente, il documento più antico che esplicitamente menziona tale chiesa risale al 1738: è il resoconto di una "Santa Visita" che il Vescovo di Nola, Mons. Trojano Caracciolo del Sole, fece in tale chiesa.
Secondo lo studioso C. Cicala (rif.), documenti più antichi relativi ad alcune di queste visite lungo il sec. XVI sono andati dispersi durante le devastazioni avutesi in Nola nel decennio francese. È molto probabile che tale cappella si trovi nella lista dei beni, venduti da A. D'Eboli al Barone di Pomigliano nel 1593, anche in Rif. ("collecta Sancta Maria, item taberna et passa, item furno ex aparecta…[…]").
Nel documento "Apprezzo della Terra di Pomigliano" (vedi anche), redatto nel 1750 dal notaio Ranucci per la vendita dei beni della famiglia Strambone, è riportata la descrizione di questa cappella, "dirimpetto la Taverna Nuova": «La cappella sta situata su la Strada Regia di rincontro al taverna nuova e proprio nelle case che sono in sterminamento di Pomigliano, e consiste in una porta quadrata per la quale si entra nella medesima che è coverta con lamia a botte con lunette e col suolo d’astrico, tiene il suo altare di fabbrica e legno in testa col quadro della Beata Vergine sotto il titolo della neve, ed è mantenuta da padri di S. Severo di quella città, che ne hanno la proprietà, e vi fanno celebrare ogni festa». 

### Ipotesi XI sec.
Dalla lettura di alcune pergamene relative al territorio di Terczo, territorio in cui rientrava l'area tavernanovese fino all'XI sec., si menziona una obbedienza che il Monastero possedeva nel territorio (ad appannaggio delle casse dell' Infirmaria del Monastero di Napoli), che si presuppone sia stata la Grancia tavernanovese in quel tempo. 
Tale grancia, secondo una relazione del Comune di Casalnuovo, sarebbe stata costruita lungo confine con la via pubblica che portava ad Arcora, in un territorio di pertinenza della Chiesa dei SS.Apostoli di Napoli. 
All'interno di tale ipotesi, la cappella risulterebbe quale elemento superstite dell’antica campata nord di una chiesa ("obbedienza") dell’XI secolo, indicata Ecclesia vocabulo Sancti Severini (in Rif. ai nn.1749,1229). Successivamente ricostruita, sarebbe stata intitolata alla Madonna della Neve verso la fine del sec. XVI, vista la vicinanza della Basilica di Ponticelli (che è dedicata a tale titolo di S.Maria nel territorio di Terczo, poi divenuto Ponticello) che aveva nel monastero di SS.Severino e Sossio di Napoli il maggiore proprietario terriero.

## Palazzo Gaudiosi
Palazzo Gaudiosi era anticamente una struttura che si ergeva su un territorio appartenente alla Chiesa di S. Pietro a Cancellata; la facciata con le arcate che ancora oggi è visibile la si ritrova disegnata su di una pergamena risalente al 1593, custodita in un Manoscritto presso la Biblioteca Nazionale di Napoli e menzionata nel testo di Giuseppe Fiengo in "Archivio Storico Italiano". Questa recente scoperta, insieme a quella di alcune pergamene reperite presso l'Archivio di Stato di Napoli (fondo "Monasteri Soppressi" - vol. 1829) ed altre appartenenti al lavoro della Prof. M.R. Pilone ("L'Antico inventario delle pergamene del Monastero di S. Severino e Sossio”, nn.1749,1229, 1410), apre la strada all'ipotesi che intorno all'anno 1000 fosse attiva in questo luogo una "Infirmaria" o "hospitale" e che questa sia stata poi restaurata dai monaci cassinesi agli inizi del XII secolo. A questa struttura era affiancata una "obedientia" del Monastero - una chiesa - che le pergamene in questione menzionano come dedicata proprio a S.Severino.
Secondo alcuni studi basati sul Cap.III nel testo, l'area intorno Palazzo Gaudiosi è stata posseduta nel sec. X da Maria - monaca - nipote di Gregorio IV, Duca di Napoli.

## Masseria dei Marchesi  Torre
L'ultimo erede di cui abbiamo notizia scritta è stato, nel 1845, don Salvatore Torre Seniore. Tale Massaria era il nucleo attivo per la gestione di ben palmi quadri 2964684 tutti intorno.
Per avere una idea della estensione di questo "tenimento",  sapendo che 1 palmo quadrato è pari a 0,069987 mq., parliamo di oltre 200.000 metri quadri.
Questa proprietà confinava a nord con i territori di Don Camillo Marino, a nord-est con quelli di Don cesare Colletta e ad est con i territori di una famiglia legatissima al territorio tavernanovese, la Famiglia Gaudiosi, con i suoi Don Pasquale e Don Luigi.
Nel documento presente all' Archivio di Stato di Napoli è riportato tutto l'apprezzamento che fu fatto nel 1845 per poter dividere quella proprietà, fra cui:
- 2 divani di mogano con copertura di cotone scarlatto, 30 ducati.
- 1 orologio di chincaglieria con campana, 20 ducati.

- Nella cappella: un calice d'argento con patena, 24 ducati; una cappellina d'argento con dentro una statuetta della Vergine dal peso di 4 libbre d'argento, 80 ducati.
- 7 pianete complete di stole (due di lutto), 20 ducati.
- un crocifisso d'argento di 1 libbra, 22,66 ducati.
- Servizio da 34 (forchette, cucchiai, etc.) in argento (60 libbre complessive), 325 ducati.
- 6 candelieri d'argento, 131 ducati.
- 8 saliere d'argento, 67 ducati.
- Caffettiera e zuccheriera d'argento, 51 ducati.
- 2 diademi e due corone con crocifisso, 22 ducati.
- 12 lenzuoli di lino, 20 ducati.
- Pentole di rame lavorate per 200 libbre, 40 ducati.(1 libbra = 0,32 Kg.)

Tale Massaria in passato era appartenuta ai Monaci di S.Severino & Sossio. Infatti, in un documento del 1758, i monaci annotano dei pagamenti fatti per dei lavori alla Massaria Torre.
Le vere origini, però, di tale possedimento che comprendeva anche l'attuale Rione Torre di Casalnuovo, sono da ricercarsi quando Domenico Cattaneo,  senatore e governatore di Genova, Principe di s.Nicandro e Marchese della Torre, viene a Napoli nel 1660, dove aveva acquistato il feudo di Casalnuovo (vedi Cattaneo (famiglia)). Questi riorganizza il possedimento creando sia le case per i contadini (nell'area che verrà poi ribattezzata appunto "Rione Torre"), che la Massaria gentilizia che così prende il nome dal suo titolo di marchese.

## Borgo di via Casamanna, già Casa de' Mansi (secoli IX-X)
Il nome "Casa de' Mansi" lo si ritrova in moltissime mappe della zona risalenti al XIX secolo e che appellano così questo luogo di Tavernanova.
Da alcune mappe più antiche si deduce che il territorio de' Mansi era appartenuto al Monastero della Maddalena di Napoli (almeno fino agli inizi del 1800) e si estendeva in pratica dalla Casa dell'Acqua fino a lambire grosso modo l'attuale via Filichito.
Dall'analisi del termine "Mansi" - termine in uso presso i longobardi per indicare appezzamenti di terreno di estensione variabile e dati in affitto a famiglie di coloni, liberi o asserviti, i quali lo lavoravano corrispondendo almeno un terzo della produzione al signore e proprietario - si potrebbe far risalire le origini più antiche di quest'area ad un periodo storico risalente al IX-X secolo , quando i proprietari terrieri cedevano al contadino, come manso, una porzione di territorio che era stata fino ad allora sotto la loro diretta gestione (detta "pars dominica") dove egli vi faceva lavorare i “servi prebendari”, così definiti perché ricevevano vitto (praebenda) e alloggio.
Nel XIV secolo la Casa de'Mansi potrebbe essere poi stata luogo dell'antica "Starza" di Franceschiello Galeota nei pressi della quale vi era una chiesa dedicata a San Martino (cfr.). Certamente la conformazione del territorio locale e le strutture che si rilevano da foto aree scattate durante la IIa Guerra Mondiale consentono di mantenere in piedi questa ipotesi che, quale corollario, potrebbe indicare l'area casamannese come risalente al I sec. dopo Cristo.

## Casa dell'Acqua (sec. XVI)
La Casa dell’Acqua (o Casa della Bolla) è un caseggiato a pianta quadrata, costruito per contenere e proteggere un sistema di divisione delle acque durante il periodo della dominazione spagnola.
Tale installazione fu ordinata dal viceré don Ramon Folch de Cardona, conte di Albento e duca di Somma, con decreto del Collaterale, il 4 settembre del 1517 per provare a mettere un poco d’ordine nella gestione della portata dell’acque della sorgente Bolla da destinare ai molini e alle padule della zona da una parte, ed ai pozzi (e alle fontane) che servivano alla città di Napoli (cfr).
Nel testo di S. Di Giacomo “Il Teatro e le Cronache, a cura di F. Flora e M. Vinciguerra”, si riporta il testo di un manoscritto del ‘600 ("quinterno di Giovan Carlo Nasicano, olim segretario del Tribunale dell’Acqua e della Mattonata”), che descrive come era fatto il meccanismo di separazione di tali acque:
“Quale casa di bolla ei una camera ad lamia con uno letto de marmore sotto il formale che sta discoperto et sopra il letto predetto ci sta un angolo di marmolo che divide dett’acqua per mità et mezza la fa andare da la parte de fora qual serve per la marina de la molina che se dice dell’acqua morta che esce al ponte de la Madalena et l’altra mità va dentro il formale che viene in Napoli et detta divisione fu fatta all’anno 1517…”
Tale costruzione – insieme alle condotte che apportavano e distribuivano le acque – ha subito durante i secoli successivi varie ristrutturazione per riparare i danni causati dalle eruzioni del Vesuvio (rif.):
- nel 1647, per "opera et lavoro del formale dell'acqua della Pietra viva, che sta facendo, e per altre 20 canne avanti la casa della Bolla"
- nel 1661, “fatto le mura alla casa della Volla, fatte le scese per entrare col regio formale ed altro con fede di apprezzi”; lavori fatti “in conto dell'opera stanno facendo per l'accomodo della voragine fatta dalle continue e grosse lave per le piogge grandi in questi tempi, così alla Volla, come al nascimento dell'acqua”

## La contrada "Salice" (sec. X)
Luogo alla estremità ovest del nucleo abitato di Tavernanova, lungo la Via Vecchia delle Puglie.
Tale toponimo lo si ritrova già in una pergamena del 953, dove si parla di un contratto di scambio tra Giovanni (III) duca di Napoli e l'Abbate Pietro del Monastero di SS. Severino e Sossio di Napoli. A fronte di questa concessione per la costruzione di un mulino al Salice, i monaci concedevano un loro pezzo di terra ad Arcora al duca (vedi Rif.[]). Il Mulino ottenne successivamente, nel 958, i privilegi per la molinatura del grano (vedi).
Molto conosciuta era una Taverna, detta appunto del Salice, risalente agli inizi del XVI secolo. Tale taverna, riportata in una cartografia risalente alla fine del XVI secolo (), risultava appartenere al Monastero di S.Gregorio Armeno di Napoli al 1749.
Il nome “Salice” potrebbe fare riferimento al “Salice Bianco”; tale albero ha radici robustissime e molto estese e questo gli permette di vivere anche in zone dove la corrente dell'acqua è fortissima. Per questa caratteristica, dall’antichità veniva usato per consolidare le sponde fluviali. Possiamo dunque immaginare che questi alberi erano piantati da tempo immemore lungo il corso del fiume Sebeto e lungo le antiche coste della depressione che aveva dato le origini alle paludi dell’area arcoriana (Palus Neapolis). Erano così importanti che durante il periodo vicereale vennero fortemente tutelati.